# Drew Nicholas
Andrew "Drew" Lawrence Nicholas (Hempstead, New York, 17. svibnja 1981.) je američki profesionalni košarkaš. Igra na poziciji bek šutera, a trenutačno je član grčkog Panathinaikosa.

## Karijera
Nakon što je četiri godine proveo na sveučilištu Maryland, Nicholas 2003. odlazi u talijanskog drugoligaša Fabriano Basket. Sezonu 2004./05. proveo je Basket Livornu, ali krajem regularnog dijela sezone odlazi u španjolski TAU Vitoriu. Natrag se je vratio u Italiju, gdje je sezonu 2005./06. proveo u Benettonu iz Trevisa. U sezoni 2006./07. odlazi u turskog euroligaša Efes Pilsena. U veljači 2008. dok je još nosio dres Efesa odbio je putovati s momčadi na uzvratni susret s beogradskim Partizanom, navodeći preporukue američke vlade da njihovi građani ne putuju u Srbiju zbog napetih odnosa oko osamostaljenja Kosova. Ubrzo je nakon toga sa svojih četiriju suigrača otpušten iz kluba. U ožujku 2008. trebao je potpisati trogdišnji ugovor s izraelskim Maccabiem, ali nije došlo do konačnog dogovora između igrača i kluba. Umjesto toga, 24. lipnja iste godine potpisao je dvogodišnji ugovor s grčkim euroligašem Panathinaikosom. Već u prvoj sezoni u Panathinaikosu osvojio je Euroligu 2008./09., pobijedivši u finalu rusku CSKA Moskvu.

## Vanjske poveznice
- Profil na Euroleague.net
- Profil  Arhivirana inačica izvorne stranice od 9. svibnja 2009. (Wayback Machine) na Basketpedya.com